# Oreste
Oreste ist ein italienischer männlicher Vorname.

## Herkunft und Bedeutung
Der Name ist abgeleitet von dem altgriechischen Namen Ὀρέστης (Orestes) mit der Bedeutung „der Bergbewohner“.
- Orestes, in der griechischen Mythologie der Sohn des Agamemnon und der Klytaimnestra
- Orestes (Begriffsklärung)

## Namensträger (Auswahl)

### Vorname
- Oreste Baratieri (1841–1901), italienischer General
- Oreste Benzi (1925–2007), italienischer römisch-katholischer Geistlicher
- Oreste Biancoli (1897–1971), italienischer Drehbuchautor und Filmregisseur
- Oreste Bilancia (1881–1945), italienischer Schauspieler
- Oreste Chlopecki, argentinischer Opernsänger (Bass), Chorleiter und Komponist
- Oreste Coltellacci, italienischer Filmproduzent und Drehbuchautor
- Oreste Corbatta (1936–1991), argentinischer Fußballspieler
- Oreste Fabbri (1905–1966), Schweizer Gewerkschafter und Politiker
- Oreste Giorgi (1856–1924), italienischer Kurienkardinal der römisch-katholischen Kirche
- Oreste Grossi (1912–2008), italienischer Ruderer
- Oreste Kirkop (1923–1998), maltesischer Opernsänger (lyrischer Tenor)
- Oreste Magni (1936–1975), italienischer Radrennfahrer
- Oreste Mazzia (1883–1918), italienischer Fußballspieler und Mediziner
- Oreste Moricca (1891–1984), italienischer Fechter
- Oreste Palella (1912–1969), italienischer Filmregisseur, Drehbuchautor und Schauspieler
- Oreste Piccioni (1915–2002), italienischer Physiker
- Oreste F. Pucciani (1916–1999), US-amerikanischer Romanist, Literaturwissenschaftler und Fremdsprachendidaktiker
- Oreste Puliti (1891–1958), italienischer Florett- und Säbelfechter
- Oreste Ravanello (1871–1938), italienischer Organist, Komponist, Musikpädagoge und Musikschriftsteller
- Oreste Rossi (* 1964), italienischer Politiker
- Oreste Schiuma (1881–1957), argentinischer Musikkritiker und Musikschriftsteller
- Oreste Zamor (1861–1915), haitianischer General, Politiker und Präsident von Haiti

### Familienname
- Michel Oreste (1859–1918), haitianischer Politiker, Präsident von Haiti

## Sonstiges
- Oreste (Voltaire), Tragödie von Voltaire
- Oreste (Händel), barocke Oper von Georg Friedrich Händel
- Stadio Oreste Granillo, Stadion in der italienischen Stadt Reggio Calabria
- Fabbrica Automobili Oreste Garanzini, Automobilhersteller 1924–1926